# Athol (hrabstwo Worcester)
Athol – jednostka osadnicza w Stanach Zjednoczonych, w stanie Massachusetts, w hrabstwie Worcester.